# Sackey Shivute
Sakaria „Sackey“ Shivute (* 10. Oktober 1965 in Südwestafrika) ist ein ehemaliger namibischer Boxer im Mittelgewicht. 
Shivute nahm an den Commonwealth Games 1994 in Victoria und den Olympischen Spielen 1996 in Atlanta teil. Bei den Afrikaspielen 1995 gewann er Silber. 